# Куянково (Свердловская область)
Куянково — деревня в Красноуфимском округе Свердловской области. Ранее входило в состав Баякского сельского совета.

## География
Куянково расположено на обоих берегах реки Баяк, в 13 километрах на востоко-юго-восток от административного центра округа и района — города Красноуфимска.

### Часовой пояс
Куянково как и вся Свердловская область, находится в часовой зоне МСК+2. Смещение применяемого времени относительно UTC составляет +5:00.

## Население
| 2002 | 2010 | 2021 |
| ---- | ---- | ---- |
| 141  | ↘116 | ↘84  |

## Улицы
В Куянкове пять улиц: Горная, Заречная, Лесная, Новосёлов и Трактовая.